# Боссарт, Алла Борисовна
А́лла Бори́совна Бо́ссарт (род. 2 апреля 1949, Москва) — российская писательница, поэтесса и журналистка, обозреватель, сценарист.

## Биография
В 1971 году окончила факультет журналистики МГУ. Её отец, Борис Петрович Боссарт (1925—1999) — переводчик с немецкого (ВИЯК), мать Нина Анатольевна (1925—1993) — преподаватель английского языка. Дочь — Вера Боссарт (художница). Муж — поэт-сатирик Игорь Иртеньев.
В разные годы Алла Борисовна работала в различных центральных средствах массовой информации. Начиная с 1986 года — в главных перестроечных изданиях — «Огонёк», «Столица», «Московские новости». С 1997 года, в течение 15 лет была обозревателем «Новой газеты».
С конца 1990-х годов пишет прозу, печатается в «толстых» журналах, издаёт книги. В 2012 году перешла на положение «фрилансера».
Автор книг прозы «Скрэббл» (М.: Время, 2005), «Кузнечик» (М., «Зебра», 2007), «Googlе. Отражения» (М., «Время», 2009), «Любовный бред» (М., АСТ, 2011), «Холера» (М., Центрполиграф, 2013)
Член комитета «2008: Свободный выбор».
В октябре 2011 года вместе с мужем Игорем Иртеньевым получила второе гражданство — израильское. Проживает в Москве и Кармиэле.
За годы работы в СМИ (1968—2012) Аллой Боссарт написаны тысячи статей, репортажей, очерков и эссе. В толстых журналах и сборниках опубликовано около 50 рассказов и повестей, три романа. Номинировалась на премии «Русский Букер», «Большая книга», «Премию Белкина».
Последние пять лет пишет стихи. Публиковалась в журналах «Арион», «Новая Юность», «Иерусалимский журнал». Тексты вошли также в антологию «Лучшие стихи 2013 года».
Член Союза кинематографистов, академик национальной Киноакадемии НИКА, критик. Автор сценариев ряда сериалов и фильмов.

## Общественная позиция
В 1996 и 2003 годах была среди деятелей культуры и науки, призвавших российские власти остановить войну в Чечне и перейти к переговорному процессу.
В марте 2014 года подписала письмо «Мы с Вами!» КиноСоюза против военной интервенции России в Украину.
В сентябре 2020 года подписала письмо в поддержку протестных акций в Белоруссии.
14 марта 2025 года Министерством юстиции России внесена в список физических лиц — «иностранных агентов».

## Статья Боссарт оХодорковском
Широкую известность приобрели слова из статьи Аллы Боссарт «Буква закона, дух сфинарника», опубликованной в специальном выпуске Новой Газеты, посвящённом делу ЮКОСа:

Конечно, Ходорковский — не мессия и не истребил бы в одночасье балагановскую страсть к воровству, заложенную в русской природе. Но он уже начал работать над новой генерацией… Первого чиновника страны лишала сна невыносимая мысль об историческом шансе, который такие парни, как красавец, интеллектуал и богач с доброкачественными генами, могут дать России.
— Новая Газета. Специальный выпуск (26.04.2005)
Эти цитаты вызвали широкое обсуждение в СМИ и в блогосфере, была организована кампания писем протеста против русофобии и разжигания национальной розни и сбор подписей в прокуратуру. В ответ на эту кампанию Алла Боссарт опубликовала ещё одну статью «Встреча со свинксом», в которой пыталась разъяснить свою позицию.

## Стихотворение «Три девушки в хаки»
Стихотворение «Три девушки в хаки» (2018) о девушках в израильской армии вызвало неоднозначную реакцию у израильтян. В ответ на жалобы Facebook временно ограничил доступ к аккаунту поэтессы, где было опубликовано это стихотворение.

## Публикации в Интернете
- Боссарт, Алла Борисовна в «Журнальном зале»
- Старый клон стучит в окно
- Мокрое место
- Пенсионеры безграничного значения
- С новым гоном!
- Уроки музыки. Беседа с дирижёром Д. Г. Китаенко // «Огонёк». № 18-1989